# قدر امرأة (فلم)
قدر امرأة فيلم مصري من إنتاج عام 2000.

## قصة الفيلم
دراما تعالج قصة أستاذة جامعية ناجحة تعيش حياة زوجية تعيسة بسبب زوجها الذي وقع في حبائل امرأة أخرى ثم تكتشف أنها مريضة بسرطان الدم وأنها على وشك الموت

## بطولة
- ميرفت أمين
- معالي زايد
- محمود قابيل
- عزت أبو عوف
- ياسمين عبد العزيز
- عائشة الكيلاني
- أحمد دياب
- يوسف عيد
- حمدي يوسف
- حمدي هيكل

## روابط خارجية
- مقالات تستعمل روابط فنية بلا صلة مع ويكي بيانات